# Bulbophyllum fletcherianum
Bulbophyllum fletcherianum är en orkidéart som beskrevs av Robert Allen Rolfe. Bulbophyllum fletcherianum ingår i släktet Bulbophyllum och familjen orkidéer. Inga underarter finns listade i Catalogue of Life.

## Bildgalleri

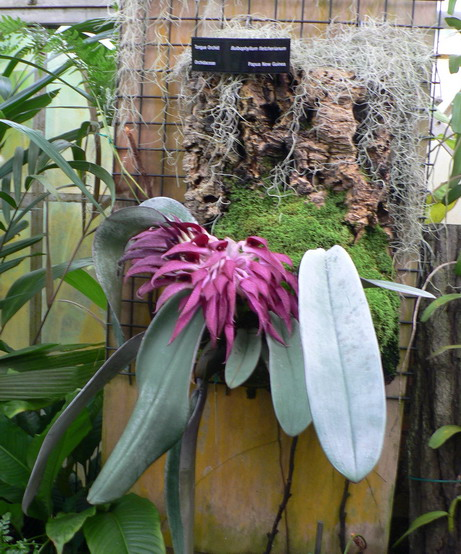
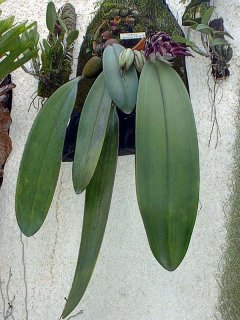
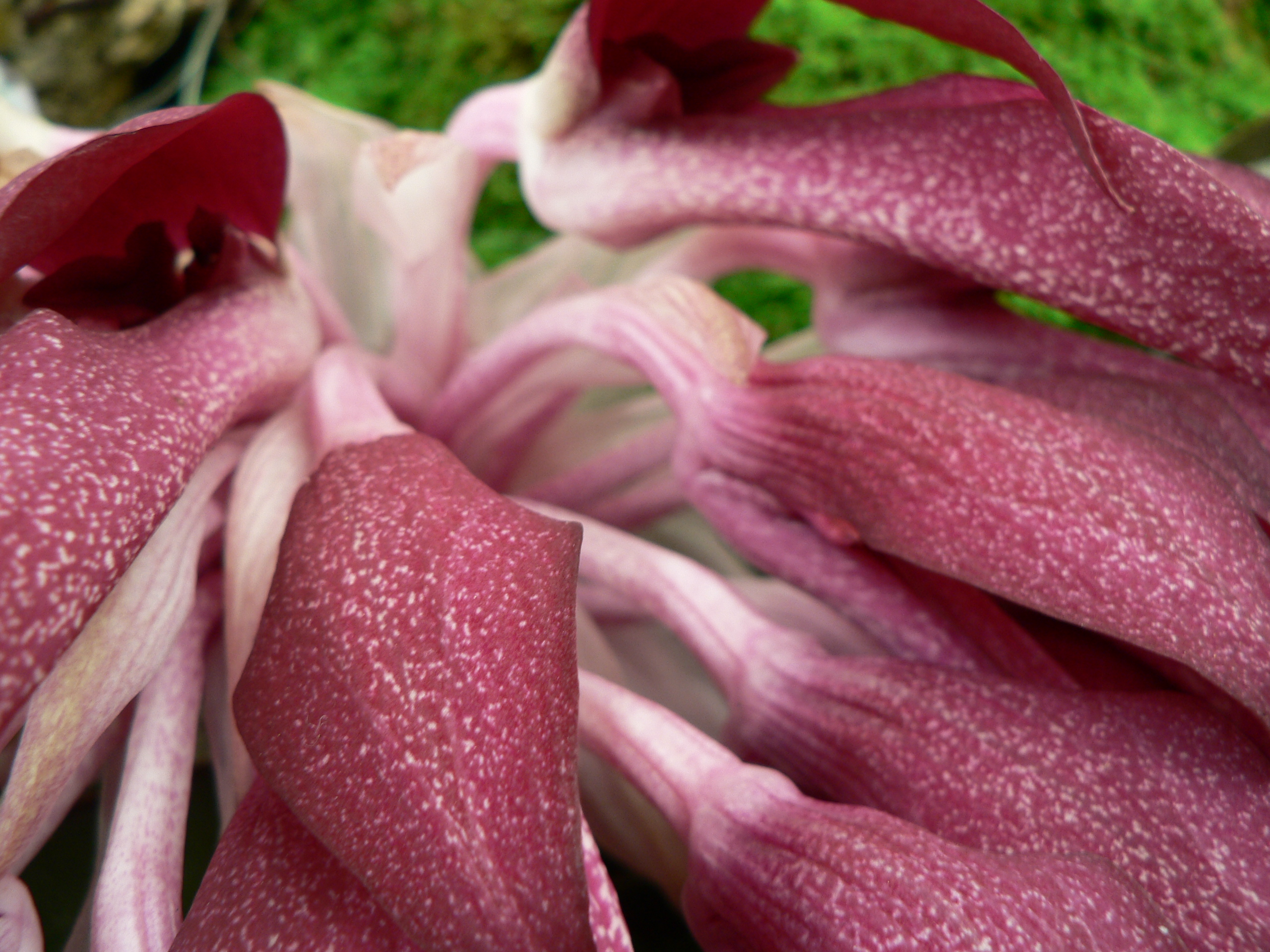
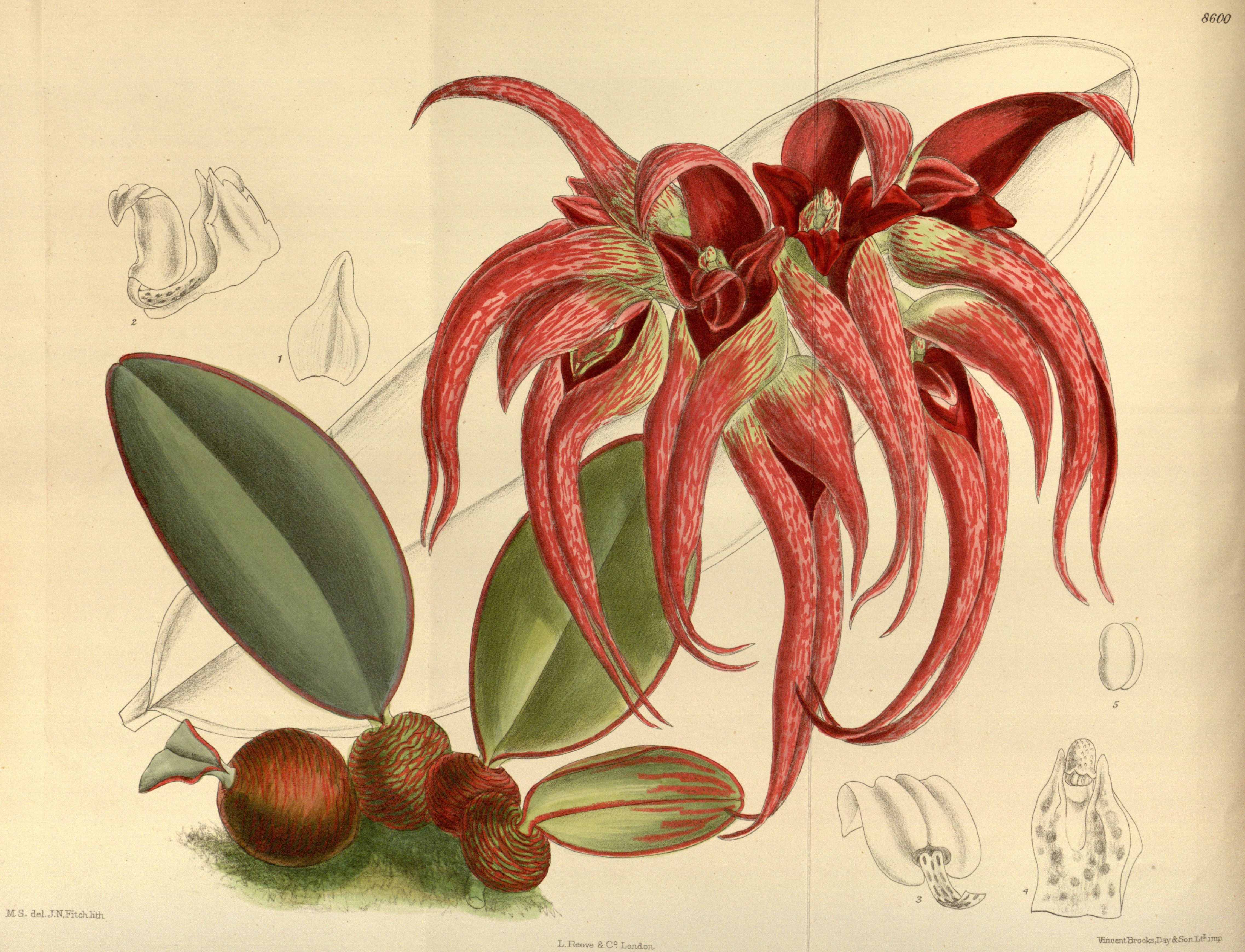